# La Bouillie

La Bouillie este o comună în departamentul  Côtes-d'Armor, Franța. În 1 ianuarie 2022 avea o populație de 845 de locuitori.